# Schloss Schnabelwaid

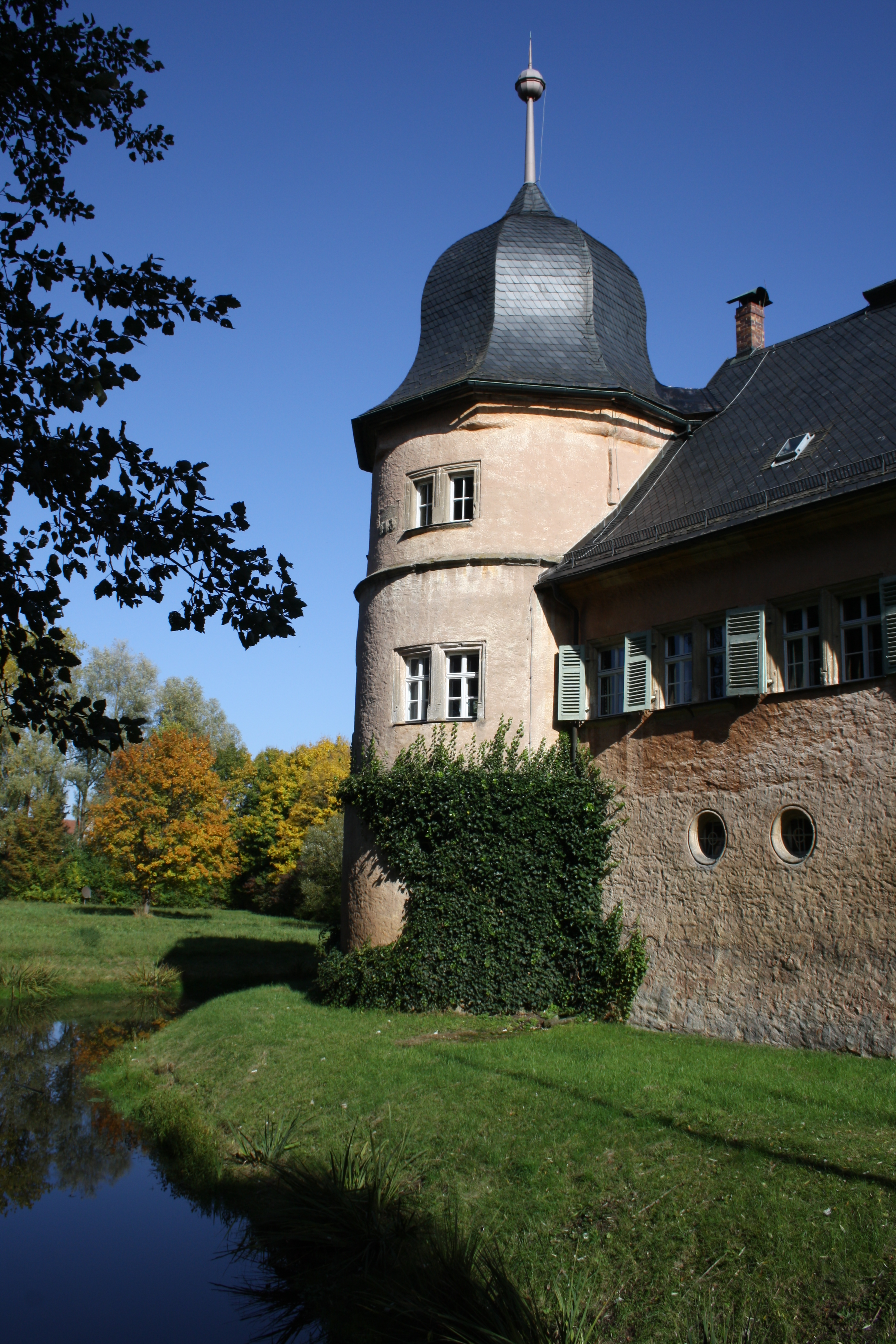
Schloss Schnabelwaid

Das Schloss Schnabelwaid ist ein denkmalgeschütztes Bauwerk in Schnabelwaid, einem Markt im Landkreis Bayreuth in Oberfranken in Bayern. Das Schloss ist unter der Denkmalnummer D-4-72-184-6 als Baudenkmal in der Bayerischen Denkmalliste eingetragen.

## Beschreibung
Von den vier Gebäudetrakten der Ende des 16. Jahrhunderts gebauten Wasserburg sind nach Abbruch zweier Wirtschaftsgebäude im 19. Jahrhundert nur noch das nördliche und das westliche mit dem Portal, beide zweigeschossig und mit Satteldächern bedeckt, erhalten, die sich um einen runden, dreigeschossigen, mit einer schiefergedeckten Glockenhaube bedeckten Eckturm rechtwinklig gruppieren.